# Вяянянен, Йессе
Йессе Вяянянен (фин. Jesse Väänänen; род. 6 января 1984, Лахти, Хяме) — финский лыжник, участник Олимпийских игр в Ванкувере. Ярко выраженный специалист спринтерских гонок. 
В Кубке мира Вяянянен дебютировал в 2004 году, в декабре 2007 года первый раз попал в десятку лучших на этапе Кубка мира, в спринте. Всего на сегодняшний день имеет на своём счету 4 попадания в десятку лучших на этапах Кубка мира, 3 в личных и 1 в командных гонках. Лучшим достижением Вяянянена в общем итоговом зачёте Кубка мира является 73-е место в сезоне 2007-08.
На Олимпиаде-2010 в Ванкувере принимал участие в спринтерской гонке классическим стилем, в квалификации занял 20-е место, а в четвертьфинальном забеге был 5-м, в итоговом протоколе занял 22-е место.
За свою карьеру на чемпионатах мира участия пока не принимал.
Использует лыжи производства фирмы Fischer, ботинки и крепления Salomon.